# Florence Kuntz
Florence Kuntz (ur. 9 czerwca 1969 w Épinal) – francuska polityk, prawnik, eurodeputowana w latach 1999–2004.

## Życiorys
Z wykształcenia prawnik, uzyskała dyplom DESS w zakresie prawa notarialnego. Została nauczycielem akademickim na Université Lyon III. Od 1987 działała w organizacji młodzieżowej Zgromadzenia na rzecz Republiki. W 1998 została radną regionu Rodan-Alpy.
W wyborach w 1999 z ramienia listy wyborczej organizowanej przez Ruch dla Francji i RPF uzyskała mandat posłanki do Parlamentu Europejskiego V kadencji. Początkowo była członkinią frakcji Unii na rzecz Europy Narodów, następnie Grupy na rzecz Europy Demokracji i Różnorodności. Pracowała w Komisji Kultury, Młodzieży, Edukacji, Mediów i Sportu i innych. W PE zasiadała do 2004. W 2002 popierała kandydaturę Jean-Pierre'a Chevènementa.